# Eldin Karisik
Eldin Karisik (* 18. März 1983) ist ein schwedischer ehemaliger Fußballspieler mit bosnischen Wurzeln.

## Sportlicher Werdegang
Der in Bosnien geborene Karisik flüchtete als Neunjähriger mit seiner Familie nach Schweden. 2002 debütierte der Mittelfeldspieler für Helsingborgs IF in der Allsvenskan. In der folgenden Spielzeit konnte er sich im Profikader etablieren und bald einen Stammplatz erobern. Vor der Spielzeit 2007 wechselte er zu IFK Göteborg. Hier schwankte er zwischen Startformation und Ersatzbank, am Ende der Saison konnte er mit dem Klub den schwedischen Meistertitel feiern. Bei 17 Saisoneinsätzen kam er achtmal als Einwechselspieler zum Zuge, beim 4:0-Auswärtserfolg bei Örebro SK erzielte er seinen einzigen Saisontreffer. Im März 2008 holte er im Supercupen den nächsten Titel mit dem Klub, beim 3:1-Erfolg über Pokalsieger Kalmar FF stand er in der Startelf als Doppeltorschütze Jonas Wallerstedt und Hjálmar Jónsson bei einem Gegentreffer von César Santin den Titel herausschossen.
Nachdem Karisik sich auch bis zum Sommer nicht dauerhaft als Stammkraft etablieren konnte, wechselte er zum dänischen Klub Viborg FF in die zweitklassige 1. Division. Hier war er während seiner dreijährigen Vertragslaufzeit Stammspieler, verpasste aber mit der Mannschaft die Rückkehr in die Superliga. Nachdem er kurze Zeit vereinslos war, einigte er sich im Sommer 2011 mit dem seinerzeitigen Drittligisten Varbergs BoIS auf einen Vertrag bis Saisonende. Für den Klub sollte er jedoch nur ein Saisonspiel bestreiten – bei seinem Debüt zog er sich nach zwölf Minuten Spielzeit einen Kreuzbandriss zu und fiel längerfristig aus. Nach seiner Genesung unterzeichnete er im August des folgenden Jahres einen Vertrag beim Drittligisten Kristianstads FF. In der Spielzeit 2013 etablierte er sich endgültig als Stammspieler und erzielte neun Tore in 24 Spielen. Damit war er einer der Garanten für den Klassenerhalt, den die Mannschaft auf dem letzten Nichtabstiegsplatz schaffte. Dennoch kam es zum Umbruch in der Mannschaft, in der Folge zunächst ohne Verein schloss er sich im Frühjahr 2015 dem Sechstligisten FK Bosna an und ließ seine Karriere unterklassig ausklingen.